# Anthomyia perlucida
Anthomyia perlucida este o specie de muște din genul Anthomyia, familia Anthomyiidae, descrisă de Ackland în anul 1987. Conform Catalogue of Life specia Anthomyia perlucida nu are subspecii cunoscute.